# Teorema de Barbier

Estes polígonos de Reuleaux tem largura constante e todos apresentam a mesma largura; portanto, pelo teorema de Barbier, eles têm perímetros iguais.

Na geometria, o teorema de Barbier afirma que a curva de largura constante tem um perímetro π vezes a sua largura, independente da forma em que se constitui. Este foi publicado pelo matemático e astrônomo Joseph-Émile Barbier em 1860.
As conclusões de Barbier foram dadas a partir da adição de Minkowski, a qual afirma que "se K é um corpo de largura constante w, então, conforme a soma de Minkowski, sua rotação de 180° é um disco de raio w e perímetro 2πw".